# Brass band
 (février 2017).
Si vous disposez d'ouvrages ou d'articles de référence ou si vous connaissez des sites web de qualité traitant du thème abordé ici, merci de compléter l'article en donnant les références utiles à sa vérifiabilité et en les liant à la section « Notes et références ».
 (février 2017).

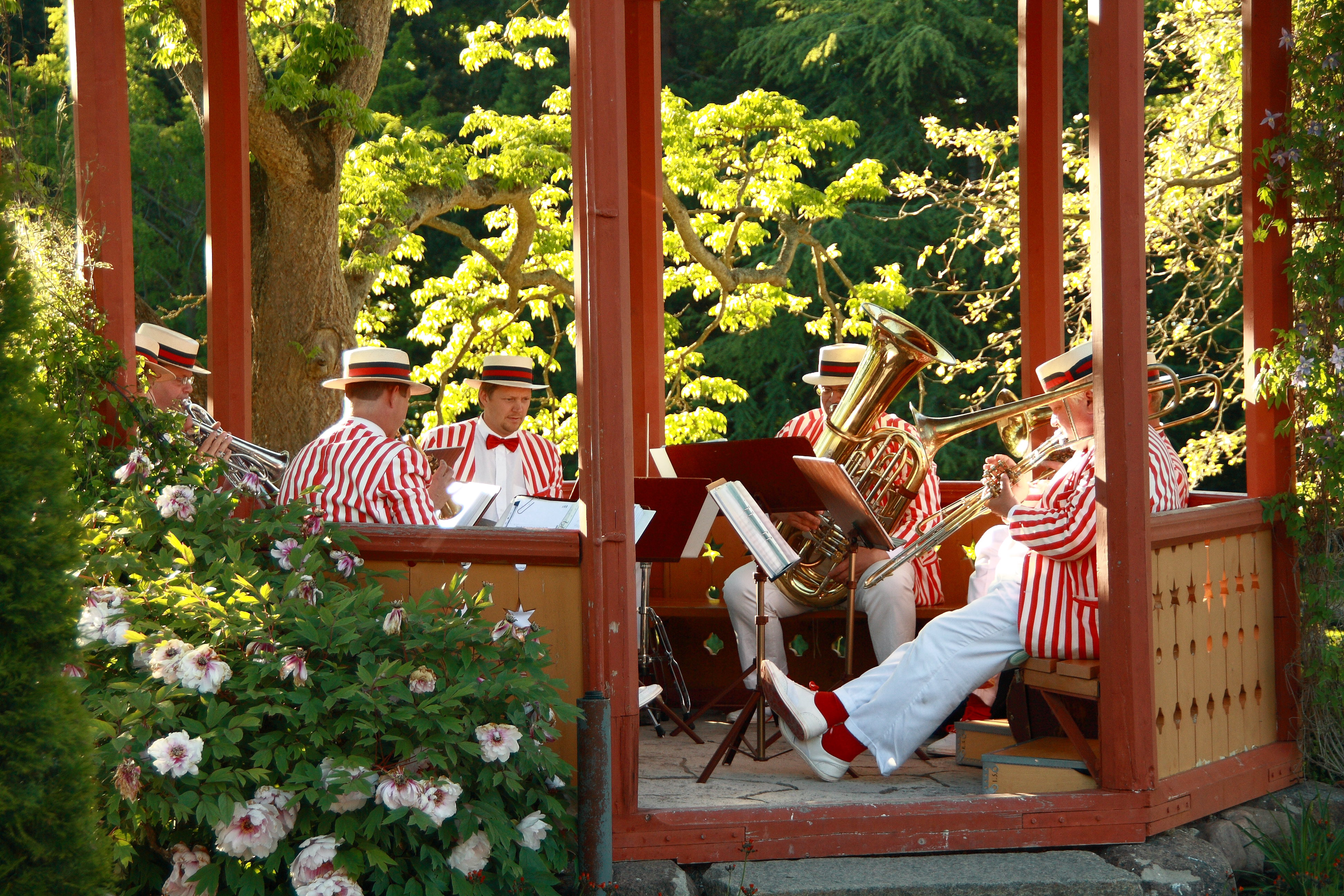
Concert d'été d'un brass band au jardin botanique de Visby, île de Gotland.

Un brass band est un ensemble musical composé d'instruments de la famille des cuivres et d'une section plus ou moins importante de percussions. Il se distingue de la fanfare par son instrumentarium, son effectif, son répertoire et sa zone géographique.
Actuellement, deux archétypes principaux de brass band coexistent : 
- celui de type New Orleans ou dixieland, souvent de dimension plus réduite, datant du début du XXe siècle et vouée au jazz. Il comporte parfois des instruments de la famille des bois comme le saxophone ou la clarinette, mais aussi des instruments de la famille des cordes comme un banjo, une guitare, une basse ou une contrebasse.
- celui de type britannique, très orchestral, datant du XIXe siècle, possédant un effectif instrumental assez précis et un répertoire spécifique. Il est surtout répandu dans le Royaume-Uni et ses anciennes colonies, mais d'autres pays l'ont aussi adopté.

## Brass band, type «New Orleans»

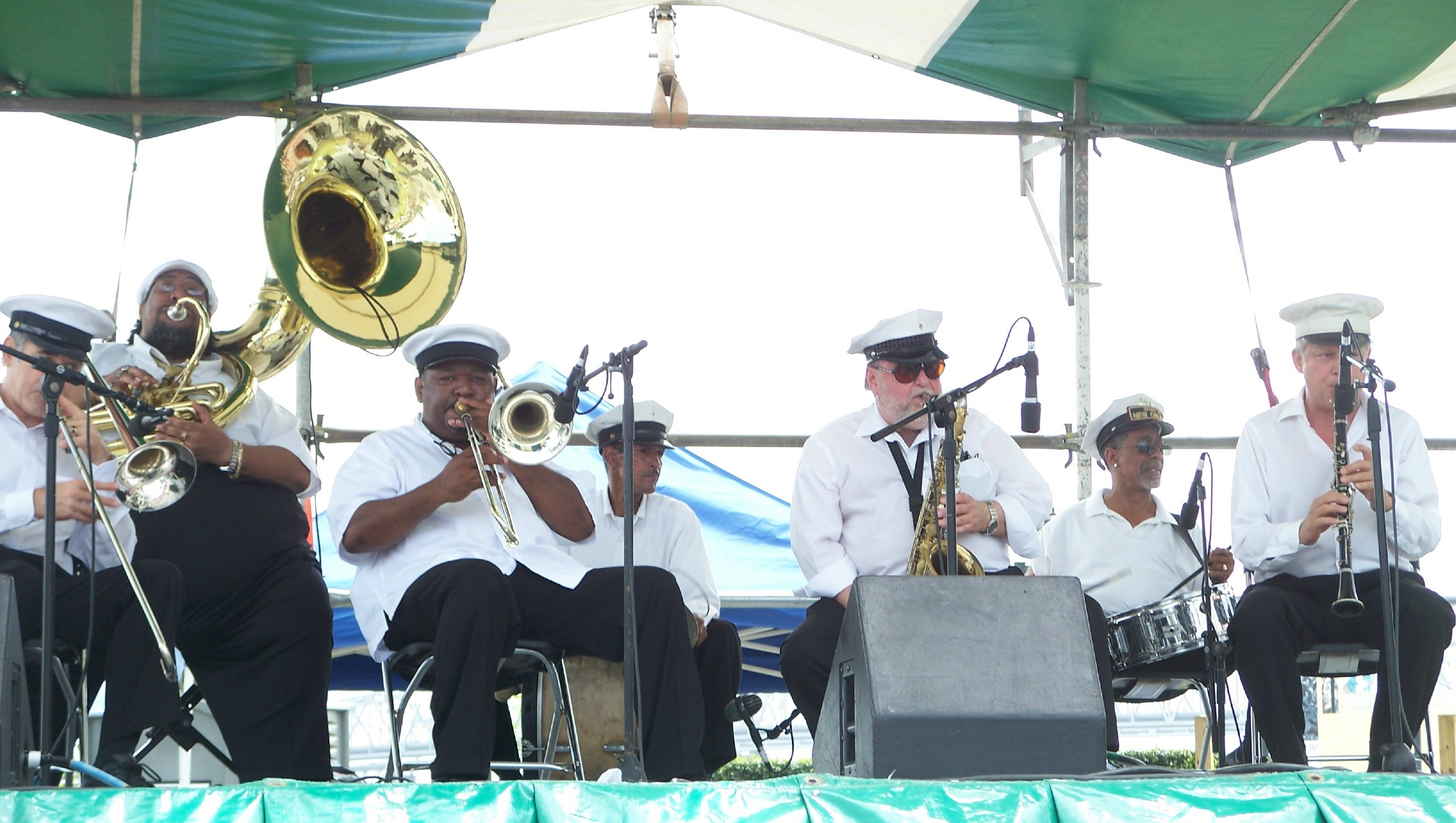
« The Spirit of New Orleans Brass Band » jouant au Vieux carré français de La Nouvelle-Orléans, Louisiane.

Au milieu du XIXe siècle, profitant de l'évolution et du développement organologique des instruments à vent, les orchestres militaires se sont multipliés dans tout le monde occidental. 
Aux États-Unis, le compositeur et chef d'orchestre Patrick Gilmore entreprend dès 1855 avec les 66 musiciens du 22e régiment de l'armée américaine des « Concerts-promenade en Amérique », ainsi qu'une tournée européenne en 1878. L'archétype de ce genre d'orchestres militaires est sans conteste celui de John Philip Sousa, venu plusieurs fois en Europe à partir de 1900. Sousa est surtout connu pour ses Marches, écrites pour ensembles à vent (bois, cuivres et percussions), appelés « orchestres d'harmonie » en France, « military bands » dans les pays anglo-saxons, la base du répertoire étant bien-sûr de la musique militaire. Ces formations jouaient aussi des transcriptions à base d'œuvres composées pour orchestres symphoniques (extraits d'opéras, opérettes, musiques de genre ou autres ballets, ainsi que de la musique populaire américaine), mais l'orchestre de Sousa jouait et enregistrait aussi des cake-walks, des ragtimes (At A Georgia Camp Meeting (1897) de Kerry Mills…) ou des dixielands, empruntant déjà le style et le rythme des jazz bands naissants.
Arthur Pryor (en) et Henry Fillmore ont dirigé deux autres célèbres brass bands de type militaire. Les Noirs James Reese Europe, James Tim Brymn Will Vodery (entre autres) emmenèrent en France pendant la Première Guerre mondiale, leurs orchestres militaires composés des meilleurs musiciens noirs des États-Unis : ils furent sans doute les premiers à faire découvrir aux Européens une musique syncopée ressemblant fortement au jazz naissant. Dans les rangs de ces fanfares, jouaient Russell Smith Willie The Lion Smith, Jasper Taylor Herb Flemming, Bill Bojangles Robinson, Noble Sissle et bien d'autres futurs grands jazzmen. II ne faut pas négliger non plus l'importance des orchestres de cirque dans lesquels des musiciens de jazz firent souvent leurs classes et utilisèrent très tôt des percussions regroupées en un kit destiné à être joué par un seul musicien.

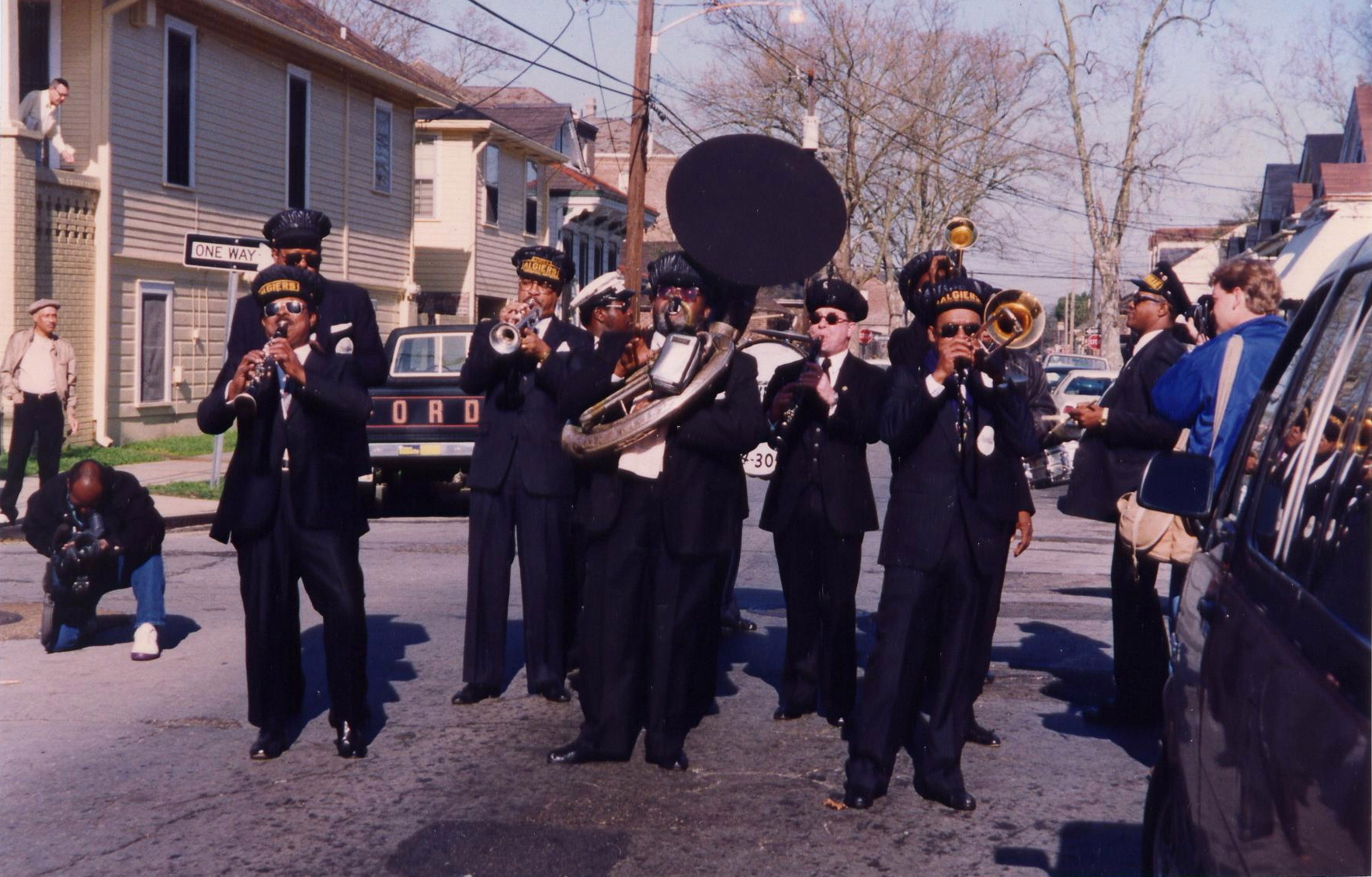
« Algiers Brass Band » jouant pour un enterrement à La Nouvelle-Orléans, Louisiane.

Héritiers des fanfares militaires et partie intégrante de la vie musicale de La Nouvelle-Orléans, les brass bands de cette ville jouaient (et jouent encore) pour toutes sortes d'occasions, toutes sortes de musiques qui ne se limitent pas au seul jazz : les pique-niques, les réunions sportives, les carnavals, les rencontres politiques et les fêtes organisées par des sociétés diverses ou, bien sûr, les fameux enterrements si caractéristiques de la Louisiane. Le répertoire musical était composé de marches militaires, ragtimes, musiques de danse, airs folkloriques, hymnes spirituels, marches funèbres… tout ce qui fera la base et la richesse des plus grands standards du jazz.
L'instrumentation des orchestres de jazz reflète en partie celle des brass bands, y compris dans la configuration par « sections ». L'un des tout premiers brass bands néo-orléanais fut l'Excelsior Brass Band (en) fondé vers 1880. Dans l'ordre chronologique, suivront par exemple l'Onward, le Reliance, le Tuxedo, L'Eureka, le Young Tuxedo, l'Olympia, sans oublier aujourd'hui les Dirty Dozen Brass Band, Re-Birth Brass Band, Youngblood Brass Band, ou encore le Hypnotic Brass Ensemble. Ces orchestres sont de nos jours une source d'inspiration pour de nombreux ensembles musicaux, notamment les harmonies-fanfares estudiantines françaises comme les Fanfares des Beaux-Arts ou encore des brass bands actuels comme le Gustave Brass Band ou Gallowstreet.
En Angleterre, quelques ensembles ont enregistré et sont régulièrement diffusés dans des émissions de radio de musiques légères ou populaires, comme le Black Dyke Mills Band dirigé par Harry Mortimer ou Peter Parks, The Welch Guards britanniques avec des cornemuses, le Band of Royal Marines, Frederick Fennell ou le The G.U.S. Footwear Band. La relève de la Garde assurée au Buckingham Palace de Londres est parfois associée à des cornemuses ou des xylophones (Galop du cor de Postillon, Échos impériaux…)…
En 1996, le Munn and Felton's Band a inspiré le réalisateur Mark Herman pour le film britannique Les Virtuoses (Brassed Off) avec les acteurs Pete Postlethwaite, Tara Fitzgerald et Ewan McGregor. La bande son est interprétée par le Grimethorpe Colliery Band.

## Brass band, type britannique

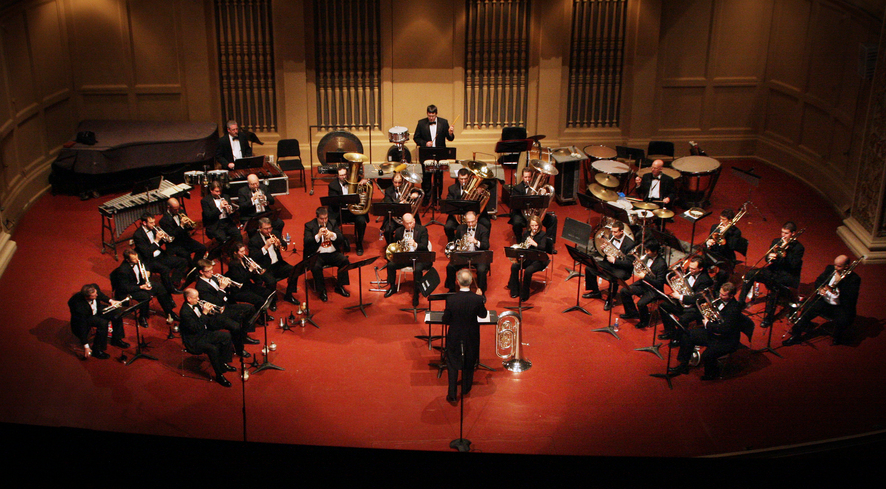
« River City Brass band » de Pittsburgh, États-Unis (brass band de type britannique)

Le brass band de type britannique a petit à petit conquis l'Europe et les anciennes colonies anglaises. Il s'agit d'un ensemble formé exclusivement de cuivres à perce conique, à l'exception des trombones. Les trompettes en sont par conséquent exclues. Il n'y a pas non plus de cor dans un brass band. Le mouvement date de la première moitié du XIXe siècle : le Stalybridge Old Band a été fondé en 1809 et est toujours actif ; le Black Dyke utilise les mêmes locaux de répétition depuis 1855.
La formule instrumentale des brass bands permet d'aborder un très vaste répertoire, allant de celui de fanfares classiques à des adaptations de compositions pour orchestres symphoniques. L'absence de perces cylindriques dans les aigus permet lorsque c'est nécessaire d'obtenir un son d'ensemble homogène et velouté, capable de restituer les nuances d'ensembles à cordes.
Ce type de formation a été popularisé en Europe et dans le monde depuis le milieu des années 1990 par le film britannique  Les Virtuoses (Brassed off). Il en existe aujourd'hui en Grande-Bretagne, Australie, Belgique, France, Norvège, aux Pays-Bas, en Suède, Suisse, ainsi États-Unis, au Canada et au Japon.

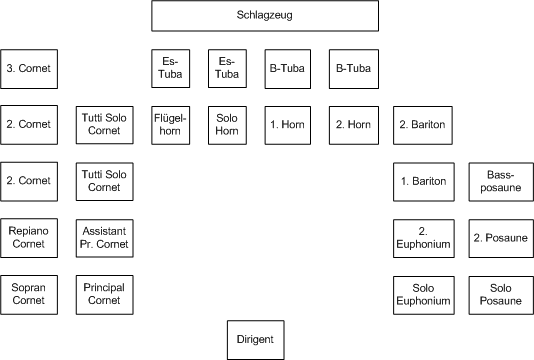
Plan de la disposition d'un brass band classique.

Un brass band est disposé en U sur 2 rangs, les musiciens étant relativement serrés les uns contre les autres, et doit réunir obligatoirement les 28 ou 29 instruments suivants :
- 1 cornet soprano en mi{\displaystyle \flat }
- 4 premiers cornets (dont 1 cornet principal) en si{\displaystyle \flat }
- 1 cornet repiano en si{\displaystyle \flat } : second soliste et chef d'attaque des 2e et 3e cornets
- 2 seconds cornets en si{\displaystyle \flat }
- 2 troisièmes cornets en si{\displaystyle \flat }
- 1 bugle en si{\displaystyle \flat }
- 3 saxhorn alto en mi{\displaystyle \flat } (un solo, un premier et un second)
- 2 saxhorns barytons, en si{\displaystyle \flat }
- 2 euphoniums en si{\displaystyle \flat } (dont 1 euphonium solo)
- 2 trombones ténors en si{\displaystyle \flat } (clé de sol) ou rarement en ut (clé de fa)
- 1 trombone basse en ut (clé de fa)
- 2 tubas basses en mi{\displaystyle \flat }
- 2 tubas Contrebasses en si{\displaystyle \flat }
- 3 ou 4 percussionnistes

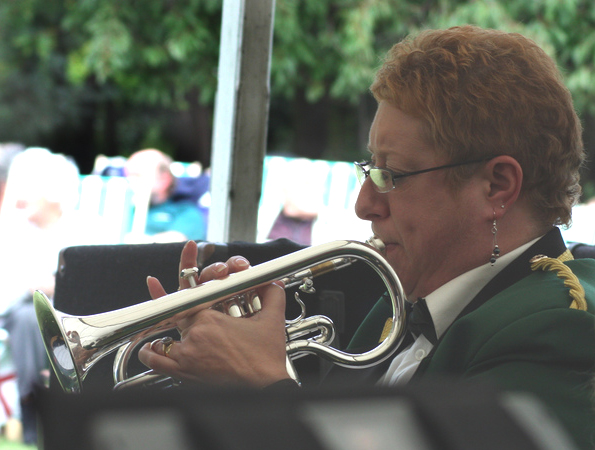
Cornet soprano
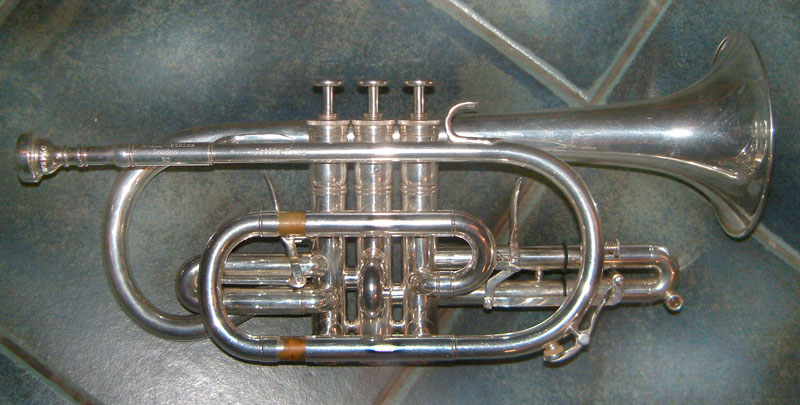
Cornet
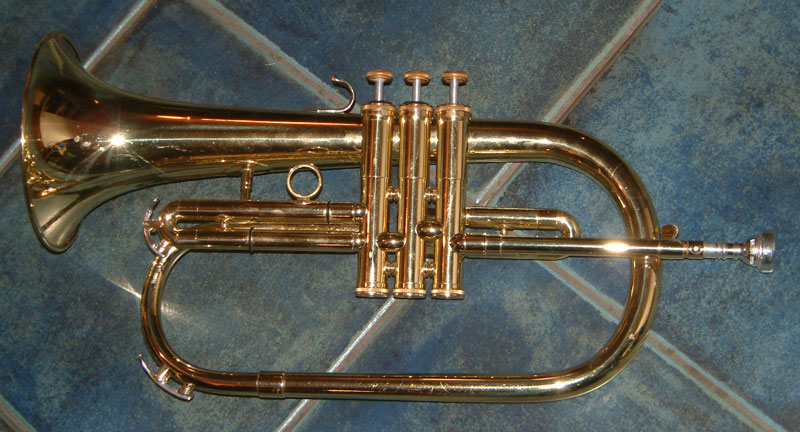
Bugle

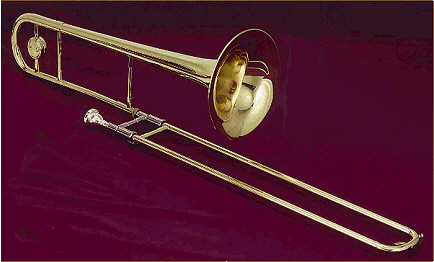
Trombone
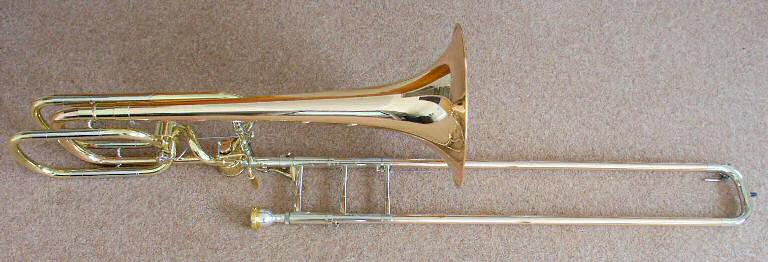
trombone basse
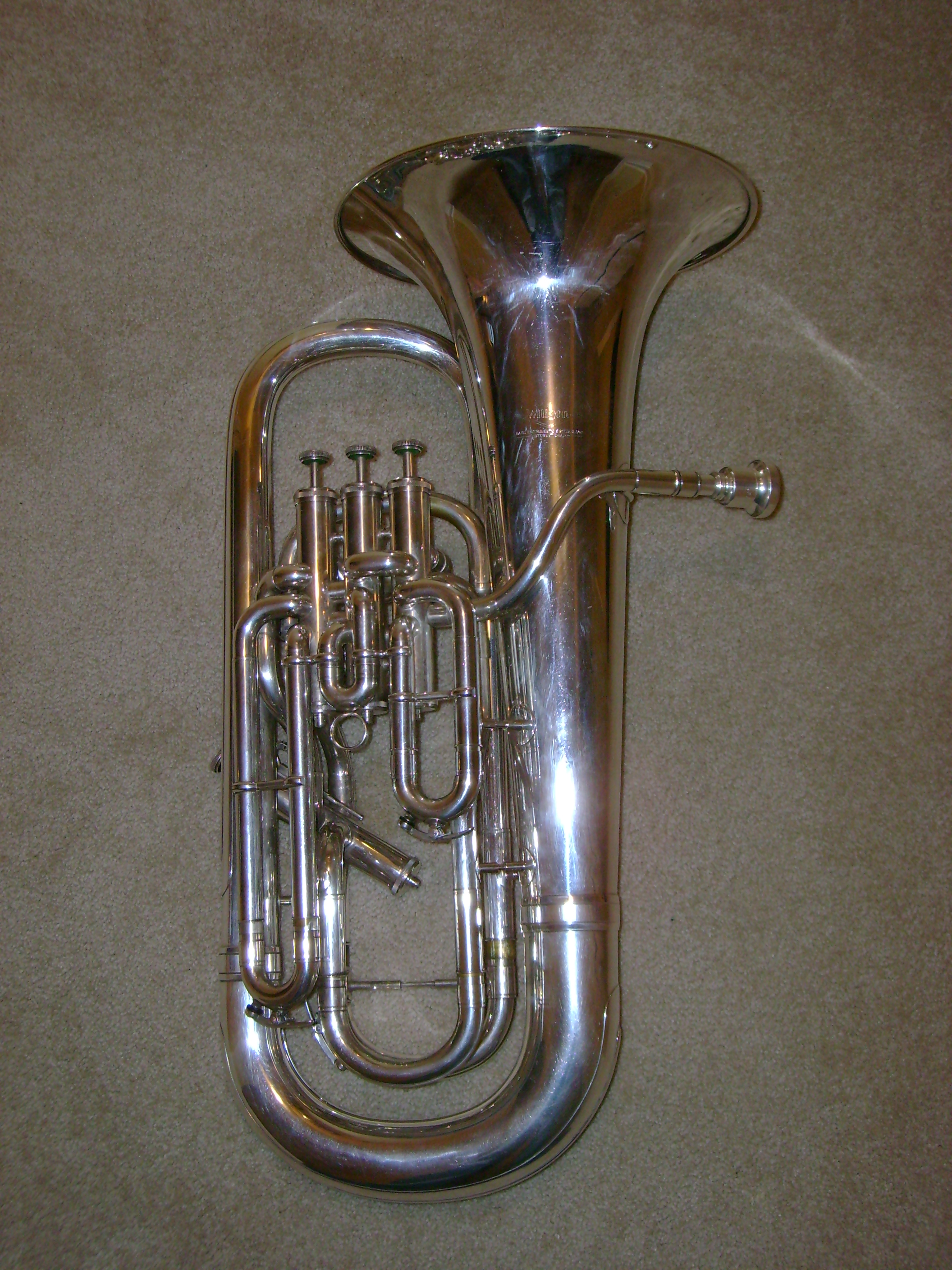
Euphonium
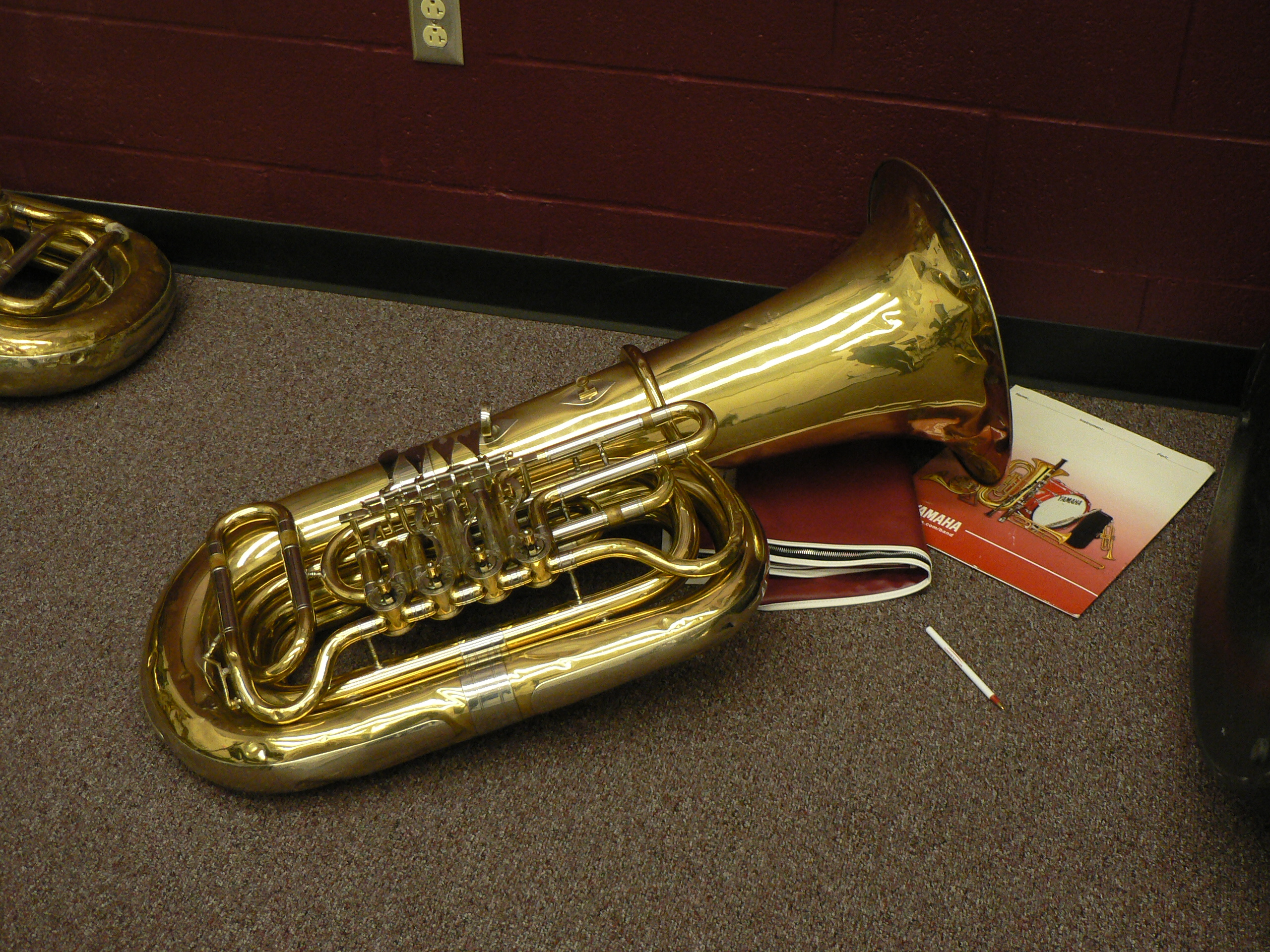
Tuba contrebasse

La raison d'être de cette nomenclature rigoureuse est qu'au Royaume-Uni, dès le milieu du XIXe siècle, des compétitions ont été organisées afin de distinguer les meilleurs brass bands du pays, ces concours impliquant par conséquent que les participants soient strictement comparables du point de vue de l'instrumentation. Les morceaux interprétés dans ces concours visent à mettre en valeur la virtuosité technique des musiciens. 

### Festivals et compétitions
Des festivals et concours internationaux ont régulièrement lieu aux quatre coins du monde. Le Tarragona International Dixieland Festival (en) (Festival international d'ensemble dixieland de Tarragone) en Catalogne (Espagne) organise des programmes avec des brass bands du monde entier, mais aussi des ensembles ethniques de musique du monde, comme le Dirty Dozen Brass Band des États-Unis, Boban Marković Orkestar de Serbie, le Brass Band Jaipur Kawa d'Inde ou le Taraf Goulamas occitan de France. Aux États-Unis, le Great American Brass Band Festival (en) (Grand festival américain de Brass Band) a lieu chaque année à Danville, Kentucky depuis 1990. Début juin, cet événement attire les amateurs des États-Unis, du Canada et d'Europe. L'association nord-américaine de Brass Band parraine un congrès annuel qui organise aussi des concours comme le Royaume-Uni et ailleurs en Europe. En Europe, le Championnat européen de brass band est organisé tous les ans depuis 1978, pour la France, c'est la Confédération musicale de France qui prend en charge l'organisation du Championnat national français de brass band.En Suisse, l'association Suisse des Brass Band organise chaque année à Montreux le Championnat Suisse des Brass Band et dans chaque région, la fédération locale délègue chaque année à une société différente la tâche d'organiser le festival annuel des fanfares et brass Band 
L'Armée du salut entretient traditionnellement dans les îles Britanniques son propre circuit de brass bands, utilisés pour servir la prédication et pour recueillir des dons. Ces orchestres présentent toutefois de légères différences dans l'instrumentation, et ne participent pas aux concours.

### Répertoire spécifique
- Torstein Aagaard-Nilsen : Seid, Riffs and Interludes et Aubade - Down Song of the Fabulous Birds
- Eric Ball : Resurgam, High Peak, Journey into Freedom et Festival Music
- Derek Bourgeois : Concerto Grosso, Blitz, Trombone Concerto, Diversions, The Devil and the deep blue Sea, Lac Léman, Apocalypse et Serenade
- Thibaut Bruniaux : Babylon, Machu Picchu, Storm! et Addictions.
- Arthur Butterworth : Odin, Calibanet Passacaglia on a Theme of Brahms
- Nigel Clarke : Swift severn's Flood et Earthrise
- James Curnow (en) : Trittico
- Thierry Deleruyelle : Fraternity, Viking Age, Lions of Legends, Sand and Stars
- Johan de Meij : Extreme Make-Over
- Simon Dobson : Journey to the Lone Wolf, The Turing Test, et Horror Show
- Thomas Doss : Sketches from Nowhere, Spiriti, REM-Scapes et Trance.
- Kenneth Downie : St. Magnus et The Promised Land
- Edward Elgar : The Severn Suite
- Martin Ellerby : Tristan Encounters, Elgar Variations, Terra Australis et Genesis
- Johan Evenepoel : Ginnungagap
- John Golland : Sounds et Euphonium Concerto (2)
- Peter Graham : The Essence of Time, Montage, On Alderley Edge, Harrison's Dream, Journey to the Center of the Earth, Standing on the Shoulders of Giants, Shine as the light, Northern Landscapes, The Triumph of Time et Cry of the Celts
- Edward Gregson : Connotations, Tuba Concerto, Dances and Arias, Of Men and Mountains, The Trumpets of the Angels, An Age of Kings et Rococo Variations
- Wilfred Heaton : Contest Music, Partita, Concertante for Cornet and Band et Variations
- Hans Werner Henze : Ragtimes and Habaneras
- Gustav Holst : A Moorside Suite
- Joseph Horovitz : Euphonium Concerto et Ballet for Band
- Herbert Howells : Pageantry
- George Lloyd : Diversions on a Bass Theme, English Heritage et Kings Messenger
- Paul Lovatt-Cooper : Antartica, Whitin Blue Empire, Horizons, Enter the Galaxies, Orion et Equilibrium
- John McCabe : Cloudcatcher Fells et Salamander
- Frederik Magle : "L'espoir" (en danois, Håbet) pour brass band, chœur, orgue et percussions. Dépeignant la bataille de Copenhague.
- Bertrand Moren : Beyond the Horizon et Dreams
- Hermann Pallhuber : Titan's Progress et Spirit of puccini
- John Pickard : Gaia Symphony et Eden
- Jan Van der Roost : Stonehenge, Albion et From Ancient Times
- Pierre-Antoine Savoyat : La Patronne de Cascia, Sinfonietta n°2 "Quatre Impressions", et Sinfonietta n°3 "Héritage"
- Robert Simpson : Energy et Volcano
- Philip Sparke : The Year of the Dragon, Harmony Music, Variations on an Enigma, Concerto pour cornet et brass band, Cambridge Variations, Euphonium Concerto, Music of The Spheres, Music for Battle Creek, A Celtic Suite, Dances and Alleluias, A Tale As Yet Untold, Orient Express, Two-part Invention et Hymn of the Highlands
- John Philip Sousa, qui a surtout composé des marches : The Stars and Stripes forevers, Washington Post, The liberty bell, King Cotton, Semper fidelis
- Ray Steadman-Allen : The Beacons et Hymn at Sunrise
- Bramwell Tovey : The Night To Sing
- Ralph Vaughan Williams : Henry V - Overture et Variations
- Gilbert Vinter : Variations on a Ninth, Spectrum et The Trumpets
- Oliver Waespi : Audivi Media Nocte, Hypercube, Skies, Divertimento
- Philip Wilby : Paganini Variations, Masquerade, Revelation, Euphonium Concerto, Jazz, Dove Descending, Concerto 1945 (Concerto pour cornet), Vienna Nights, Psalms and alleluias, Northern Lights et Red Priest